# قائمة أكبر مناجم الذهب في العالم حسب الإنتاج
هذه قائمة بأكبر مناجم الذهب في العالم حسب الإنتاج المقاس بملايين الجرامات وترجع الأرقام لعام 2014. 
| الترتيب | اسم المنجم                                | الإنتاج (مليون جرام) | موقع المنجم         |
| ------- | ----------------------------------------- | -------------------- | ------------------- |
| 1       | منجم مورونتو (Muruntau mine)              | 73.7                 | أوزبكستان           |
| 2       | منجم جراسبيرج (Grasberg mine)             | 32.06                | إندونيسيا           |
| 3       | بويبلو فيجو (Pueblo Viejo)                | 31.4                 | جمهورية الدومينيكان |
| 4       | ليهير (Lihir)                             | 27.9                 | بابوا غينيا الجديدة |
| 5       | ياناكوتشا (Yanacocha)                     | 27.49                | بيرو                |
| 6       | كارلين تريند (Carlin Trend)               | 25.71                | الولايات المتحدة    |
| 7       | منجم كورتيز للذهب (Cortez Gold Mine)      | 25.57                | الولايات المتحدة    |
| 8       | منجم Goldstrike                           | 25.57                | الولايات المتحدة    |
| 9       | منجم Olimpiada                            | 20.55                | روسيا               |
| 10      | منجم فيلاديرو (Veladero mine)             | 20.46                | الأرجنتين           |
| 11      | منجم ذهب بودينجتون (Boddington Gold Mine) | 19.73                | أستراليا            |

## روابط خارجية
- موقع التعدين على الإنترنت